# Liste des épisodes d'Otome wa boku ni koishiteru
Cet article présente la liste des épisodes de la série télévisée d'animation japonaise Otome wa boku ni koishiteru, issue du visual novel du même nom développé par Caramel Box.

## Série
| No | Titre français | Titre japonais                   | Titre japonais                 | Date de 1re diffusion |
| No | Titre français | Kanji                            | Rōmaji                         | Date de 1re diffusion |
| -- | -------------- | -------------------------------- | ------------------------------ | --------------------- |
| 1  |                | 口紅(ルージュ)をひいた王子様     | Rūju o Hiita Ōji-sama          | 8 octobre 2006        |
| 2  |                | けせない消しゴム                 | Kesenai Keshigomu              | 15 octobre 2006       |
| 3  |                | おとめが乙女を選ぶ時             | Otome ga Otome o Erabu Toki    | 22 octobre 2006       |
| 4  |                | 開かずの扉の眠り姫               | Akazu no Tobira no Nemuri-hime | 29 octobre 2006       |
| 5  |                | 真夜中の教会(チャペル)           | Mayonaka no Chaperu            | 5 novembre 2006       |
| 6  |                | 夏の日の狂想曲(カプリッツィオ)   | Natsu no Hi no Kapurittsio     | 12 novembre 2006      |
| 7  |                | 小っちゃな妹(かな)と大きなリボン | Chitchana Kana to Ōkina Ribon  | 19 novembre 2006      |
| 8  |                | 縮まらない記録(タイム)           | Chijimaranai Taimu             | 26 novembre 2006      |
| 9  |                | まりやの気持ち                   | Mariya no Kimochi              | 3 décembre 2006       |
| 10 |                | 二人のジュリエット               | Futari no Jurietto             | 10 décembre 2006      |
| 11 |                | 戸惑いの練習曲(エチュード)       | Tomadoi no Echūdo              | 17 décembre 2006      |
| 12 |                | ラストダンスは永遠に             | Rasuto Dansu wa Eien ni        | 24 décembre 2006      |

## OAV
| No | Titre français | Titre japonais                         | Titre japonais                                        | Date de 1re diffusion |
| No | Titre français | Kanji                                  | Rōmaji                                                | Date de 1re diffusion |
| -- | -------------- | -------------------------------------- | ----------------------------------------------------- | --------------------- |
| 13 |                | 大きな少年少女世界名作の森~ツンデレラ~ | Ōkina Shōnen Shōjo Sekai Meisaku no Mori ~Tsunderera~ | 4 avril 2007          |